# Azul maya
El azul maya es un pigmento histórico, elaborado y utilizado principalmente por culturas mesoamericanas durante un periodo que se extiende desde aproximadamente el siglo VIII hasta aproximadamente los años 1860 de nuestra era. Se lo encuentra en pinturas murales de edificios arqueológicos, piezas de cerámica, esculturas, códices, e incluso en obras de arte indocristiano y decoraciones murales realizadas posteriormente a la Conquista.

## Introducción

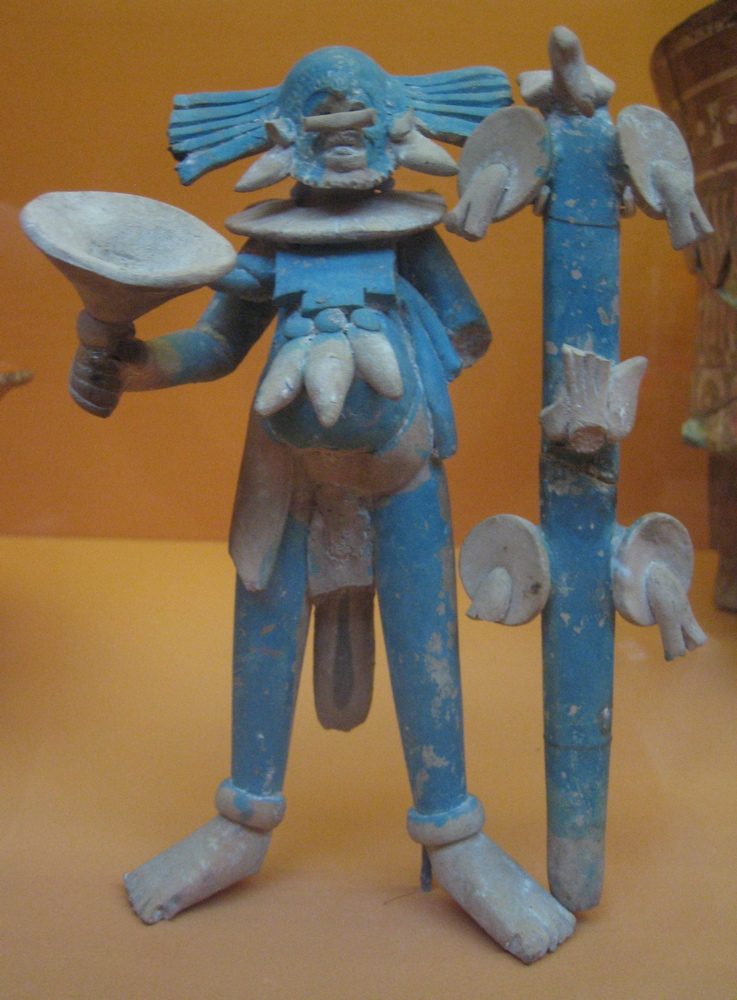
Arte Maya Antiguo: Estatuilla masculina de cerámica con pintura azul aplicada después del horneado. Procede de la isla de Jaina, en Campeche.

El azul maya destaca entre los pigmentos históricos conocidos debido a sus excelentes propiedades: no solo posee un color intenso, sino que es resistente a la luz, a la biocorrosión y al calor moderado, no se decolora ante el ácido nítrico concentrado, los álcalis ni los solventes orgánicos, y los murales ejecutados con él han tolerado bien la humedad durante cientos de años. Se le considera el primer pigmento orgánico estable. En cuanto a su color, en las muestras arqueológicas puede ser azul, turquesa o azul verdoso y más o menos claro u oscuro, diferencias que se atribuyen a variaciones —intencionales o accidentales— en su proceso de fabricación o a la técnica de pintura utilizada (mezcla con blanco, aplicación sobre otro color más oscuro).
El nombre de esta sustancia se debe a que inicialmente se pensó que solo se había utilizado en la zona maya de Yucatán, aunque luego se la detectó en otros sitios arqueológicos mexicanos, como El Tajín, Tamuín, Cacaxtla, Zaachila, Tula, y en el Templo Mayor de Tenochtitlán.
Entre los últimos testimonios que se tienen del empleo del azul maya histórico están las pinturas que realizó en 1562 el indígena Juan Gerson en el convento de Tecamachalco (Puebla), donde usó este pigmento; también se sabe que poco después, en 1571 o 1576, el médico y naturalista español Francisco Hernández de Toledo obtuvo la receta para prepararlo. En 1989, un grupo de investigadores relacionados con el Centro Nacional de Conservación, Restauración y Museología de Cuba reportó que un pigmento azul verdoso hasta entonces llamado Azul Habana, utilizado en decoraciones murales de edificios coloniales de Cuba, era en realidad azul maya; se empleó aproximadamente entre 1750 y 1860, y se cree que pudo haberse importado desde México. Finalmente, sin embargo, la técnica de la preparación del azul maya se perdió.

## Historia de su redescubrimiento

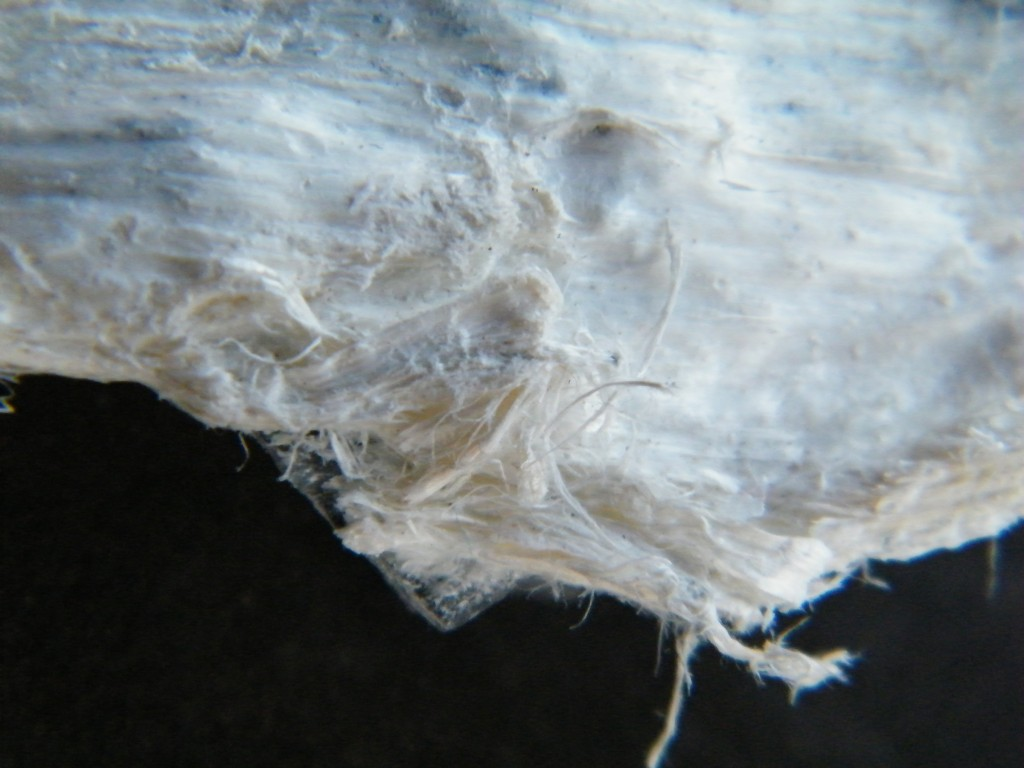
Palygorskita (también llamada atapulgita) procedente de Virginia, mostrando su estructura fibrosa

El interés en este pigmento resurgió en 1931, cuando el Instituto Carnegie emprendió unas exploraciones en el Templo de los Guerreros de Chichén Itzá (Yucatán), durante las cuales se tomaron muestras de una sustancia azulada que fue analizada por H.E. Merwin. En 1942, R.J. Gettens bautizó provisoriamente a este pigmento con el nombre de «azul maya», ya que hasta el momento solo se lo había hallado en templos pertenecientes a esa cultura. Pocos años más tarde fueron descubiertas las pinturas murales de Bonampak, donde también se encontró azul maya; esto permitió a los investigadores disponer de más muestras del mismo.
La composición química del azul maya, al principio desconocida, fue elucidada progresivamente. Al estudiar las muestras de Bonampak mediante el método de difracción de rayos X se identificó uno de sus componentes: la palygorskita, una arcilla que se caracteriza por poseer una estructura fibrosa en lugar de lamelar, como la mayoría de las arcillas.

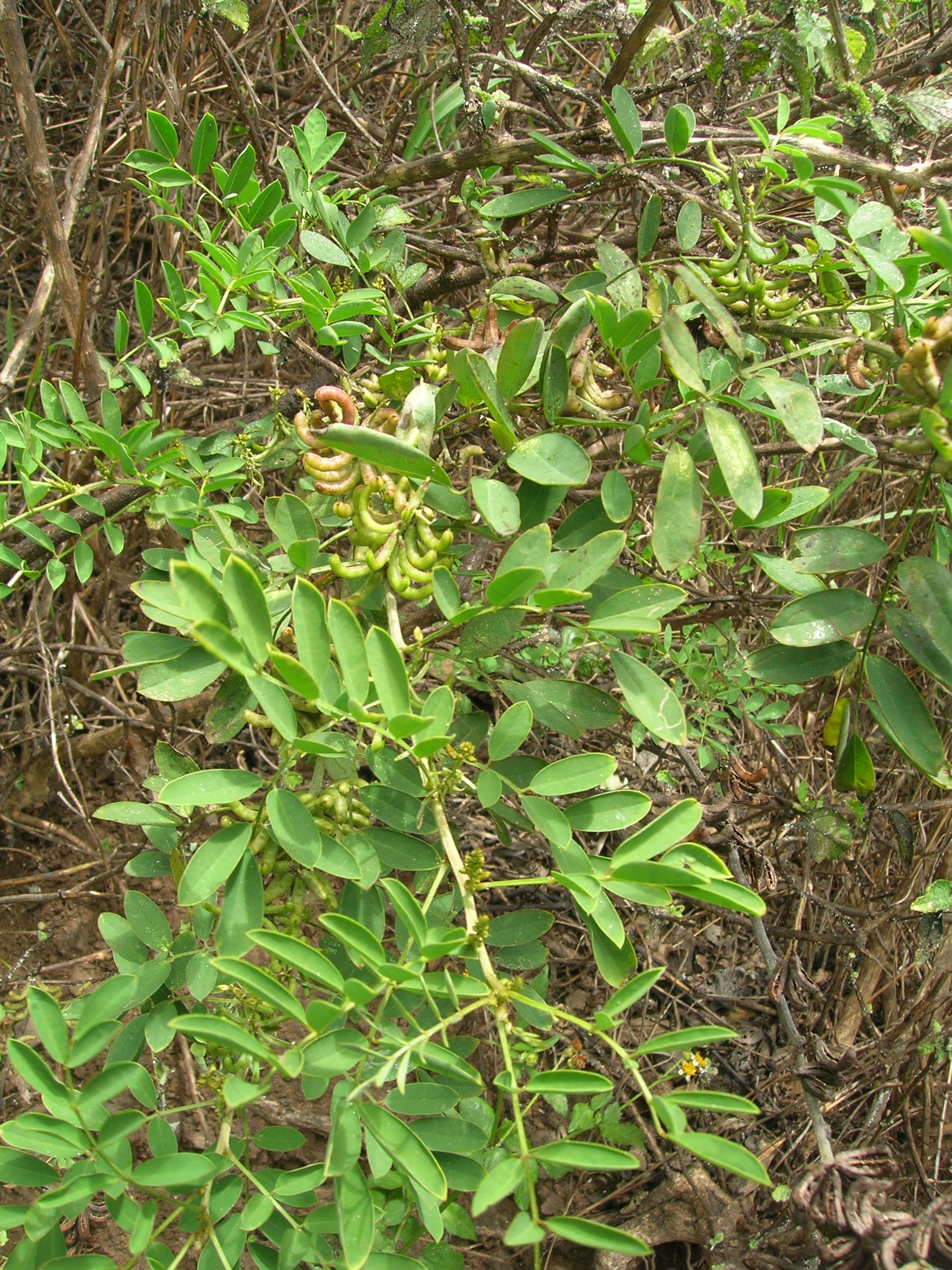
Las hojas del jiquilite o añil (Indigofera suffruticosa) son otro de los ingredientes originales del azul maya

Durante un tiempo se sospechó que en la composición del azul maya también podía entrar alguna sustancia orgánica, hasta que en 1962 se constató que así era: por espectroscopía infrarroja se identificó un pigmento de origen vegetal, el índigo.
En 1966, H. Van Olphen comenzó a ensayar la elaboración del azul maya partiendo de diversas arcillas de estructura fibrosa, como palygorskita y sepiolita, con la adición de índigo sintético, y desarrolló tres procedimientos exitosos, que tenían en común la cocción de los ingredientes. Estos experimentos sugirieron que el calor era fundamental para crear un pigmento resistente a los ácidos y a temperaturas cercanas a los 250 o 300 °C; además, al ensayar el uso de arcillas lamelares (caolinita, nontronita, bentonita, etc.), se observó la palygorskita producía un color más resistente. Al año siguiente, R. Kleber, L. Masschelein-Kleiner y J. Thissen se basaron en estas experiencias para determinar las proporciones óptimas de cada ingrediente.
En 1993, el historiador y químico mexicano Constantino Reyes-Valerio publicó sus investigaciones sobre el azul maya. Reyes–Valerio también había ensayado la preparación del pigmento, pero siguiendo un método sugerido por documentos históricos, diferente de los que se habían probado en las investigaciones anteriores. Su método constaba de cinco fases principales:
1. Maceración de hojas de índigo en agua arcillosa;
2. Filtrado para eliminar las hojas;
3. Oxigenación de la solución;
4. Filtrado para escurrir el pigmento;
5. Cocción del pigmento.

El material resultante tenía un color cercano al del azul maya arqueológico y una resistencia a los ácidos similar a la de aquel.
Posteriormente se hicieron más experiencias de acuerdo con el método de Kleber y Masschelein-Kleiner —que se basaba en simplemente cocinar la arcilla junto con el índigo—, y se halló que el pigmento más cercano en resistencia y en color al azul maya arqueológico se lograba mediante una concentración de 10 % de índigo y una cocción a 190 °C durante cinco horas. También se determinó que el color del pigmento podía hacerse variar de acuerdo con la clase de índigo empleado, según fuese índigo sintético, extracto natural de Indigofera tinctoria (índigo asiático) o extracto natural de Indigofera suffruticosa (jiquilite, añil o índigo centroamericano). Los matices de color logrados iban de claros a oscuros y de un azul ligeramente gríseo a un azul verdoso.
En una investigación reciente, Sánchez del Río describe la historia y las técnicas experimentales (difracción, espectroscopías infrarroja, Raman y óptica, voltametría, resonancia magnética, etc.) usadas para estudiar la síntesis y propiedades del azul maya en relación con los contextos históricos y arqueológicos.

## Propiedades
Además de poseer la cualidad de permanencia que puede comprobarse observando los murales antiguos, el pigmento azul maya no es afectado por ácidos concentrados en caliente, como el nítrico y el clorhídrico, y tampoco por el agua regia, la sosa cáustica ni el hipoclorito de sodio. Sin embargo, ni el índigo ni la palygorskita que entran en la composición del azul maya tienen esta resistencia, sino que la misma está dada por la manera en que los ingredientes se combinan entre sí durante la elaboración del pigmento.
Con respecto a la manera en que se produce esta combinación, la teoría más aceptada propone que durante la producción del azul maya las moléculas de índigo se introducen en los canales de la superficie cristalina de la palygorskita, desalojando al agua allí presente y formando enlaces de hidrógeno con la estructura del mineral, creando así un compuesto orgánico/inorgánico extremadamente estable.

## Usos

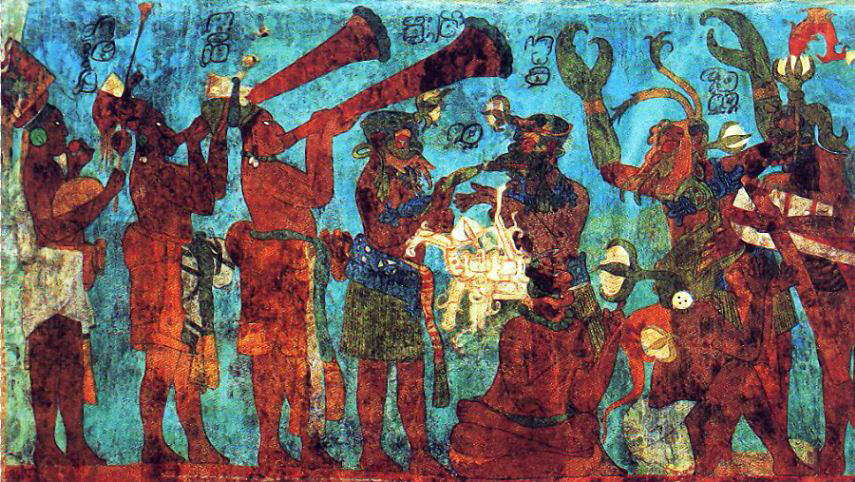
Mural del sitio arqueológico de Bonampak con figuras de músicos con trompetas y bailarines con máscaras zoomorfas, sobre un fondo pintado con azul maya. Estructura 1 de Bonampak (Chiapas), fragmento de la pared norte.

Como se ha dicho, el azul maya se ha encontrado en antiguos artefactos y murales pertenecientes a culturas mesoamericanas, y también en algunas pinturas indoamericanas del período colonial de la región. Sin embargo, las evidencias del valor o función simbólica que pudo haber tenido el azul maya en su contexto originario son escasas.
En 2008, un equipo de antropólogos del Wheaton College, de la Universidad Northwestern y del Museo Field de Historia Natural (todos sitos en el estado de Illinois) investigó los usos históricos del azul maya y expresó la posibilidad de que, según sus hallazgos, este pigmento fuese elaborado por los antiguos mayas en un contexto ritual relacionado con Chaac, dios de la lluvia.
La investigación fue motivada por un cuenco de tres patas lleno de arcilla endurecida, con restos de pigmento azul, que había sido extraído del Cenote sagrado de Chichén Itzá por E.H. Thompson en 1904. Recordando que en 1969 Cabrera Garrido había sugerido que el azul maya podía haberse creado en circunstancias similares, el equipo analizó el cuenco y su contenido, concluyendo que se trataba de un recipiente donde se había comenzado a preparar azul maya quemando o calentando copal junto con índigo y palygorskita, proceso que había quedado interrumpido al arrojarse el cuenco al cenote, posiblemente durante una ceremonia religiosa.
De acuerdo con el testimonio del sacerdote Diego de Landa (siglo XVI), el cenote sagrado era un lugar de peregrinaje donde, incluso durante el período colonial, los mayas hacían ofrendas a Chaac arrojando allí víctimas humanas y una variedad de objetos que consideraban preciosos. Las fuentes históricas y arqueológicas indican también que solían arrojarse al cenote recipientes con copal, y que los recipientes podían estar pintados de azul, tal vez azul maya. El azul también decoraba el altar de Chaac durante los sacrificios, así como a las mismas víctimas sacrificiales. De hecho, en el fondo del cenote sagrado se encuentra una capa de limo azul de 4,5 a 5 m de espesor, que se atribuye a la pintura desprendida de los objetos y cuerpos humanos allí arrojados.
Entretanto, otras investigaciones señalan que la palygorskita utilizada por los mayas provendría en su mayor parte de la comunidad maya de Sacalum y de una mina cercana a Ticul. Los mayas que viven en Ticul y en Sacalum conocen a la palygorskita como sak lu’um (en maya yucateco, ‘tierra blanca’) y le dan usos medicinales, lo mismo que al índigo autóctono. El nombre de la localidad de Sacalum es una forma castellanizada de sak lu’um.
El equipo de antropólogos cree que la preparación del azul maya era parte del ritual realizado en el cenote, donde la fusión de tres elementos preciosos o medicinales —índigo, palygorskita y copal— producía simultáneamente el incienso con que se propiciaba a Chaac y el azul maya, de un color turquesa asociado con el agua, elemento propio del dios y fundamental para la vida.
Actualmente existe interés en el uso industrial de este pigmento económico, estable, ambientalmente benigno, resistente y de un color atractivo.